# Ring 2 (Helsingør)
 For alternative betydninger, se Ring 2. (Se også artikler, som begynder med Ring 2)
Ring 2 ofte benævnt  O2 er en ca. 3,5 km lang ringvej der går igennem det vestlige Helsingør, Ringvejen skal være med til at få den tunge trafik uden om Helsingør, og fordele den mod henholdsvis Hillerød, Helsinge og København.
Vejen starter i Gl. Hellebæk Vej og føres som Gefionsvej mod syd, vejen passerer Esrumvej hvor der er forbindelse mod Helsinge, den passerer derefter E47 Kongevejen hvorfra der er forbindelse til København og Helsingør C, samt færge til Helsingborg. Den fortsætter derefter videre som Rønnebær Allé, og ender til sidst i Nørrevej i Snekkersten.